# Place José-Marti
La place José-Marti est une voie située dans le quartier de la Muette du 16e arrondissement de Paris.

## Situation et accès

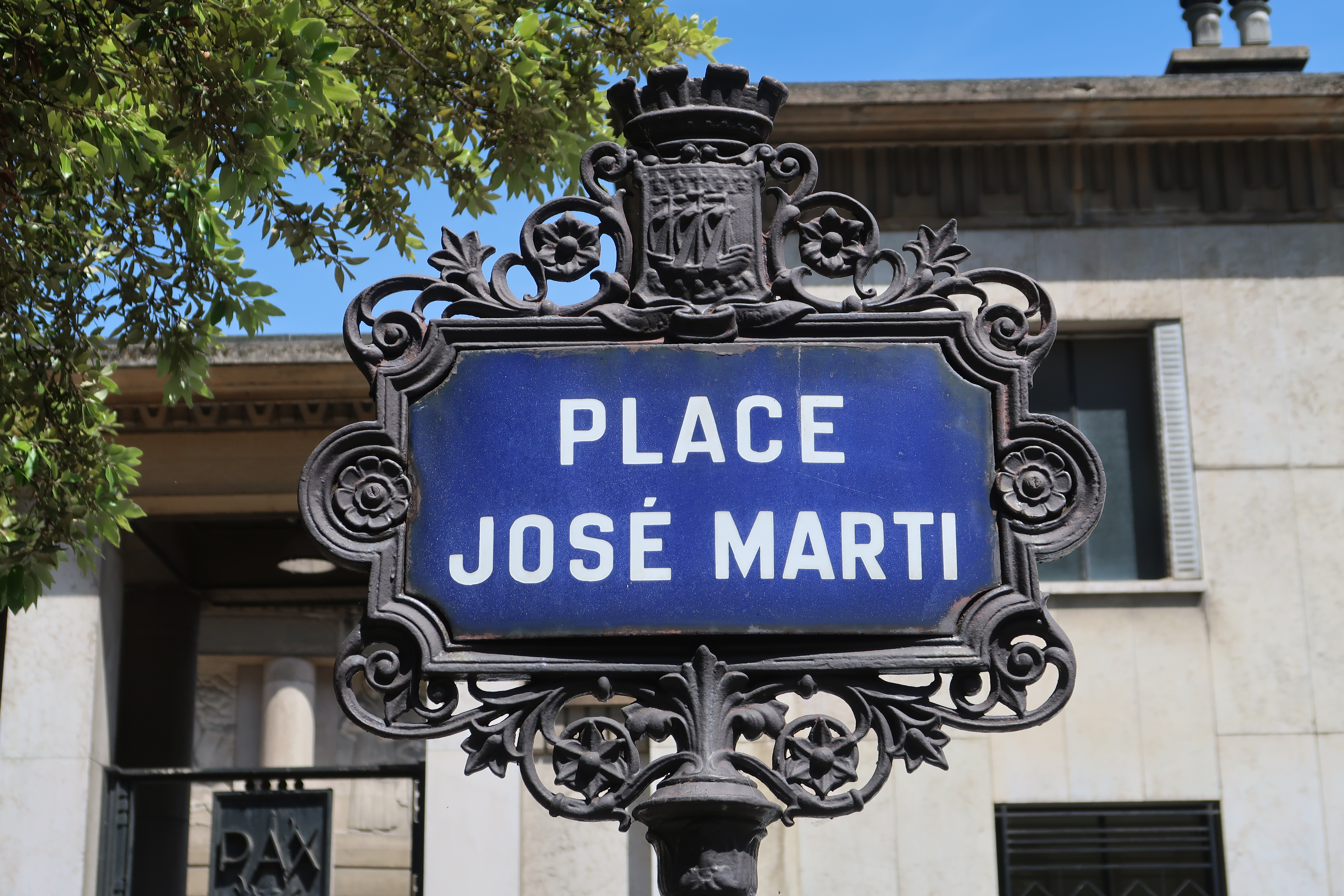
Plaque ancienne.

Elle constitue une sorte d'appendice de la place du Trocadéro et se confond avec le début de la rue du Commandant-Schloesing et de l'avenue Paul-Doumer.
La place José-Marti est desservie par les lignes 6 et 9 à la station Trocadéro.

## Origine du nom

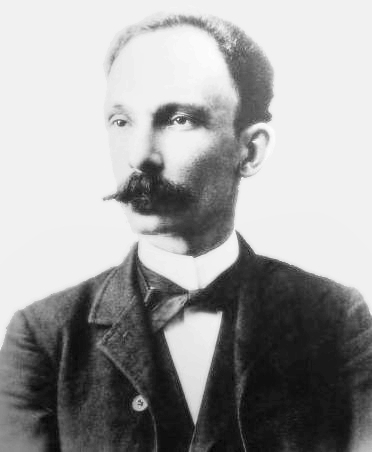
José Marti (1853-1895).

Elle porte le nom du révolutionnaire et poète cubain José Marti (1853-1895).

## Historique
Cette place est créée par un décret du 25 novembre 1924 sur l'emprise de la rue du Commandant-Schloesing et de l'avenue Paul-Doumer et prend sa dénomination actuelle par un arrêté du 17 janvier 1955.

## Bâtiments remarquables et lieux de mémoire
- Accès au cimetière de Passy et aux jardins du Trocadéro.

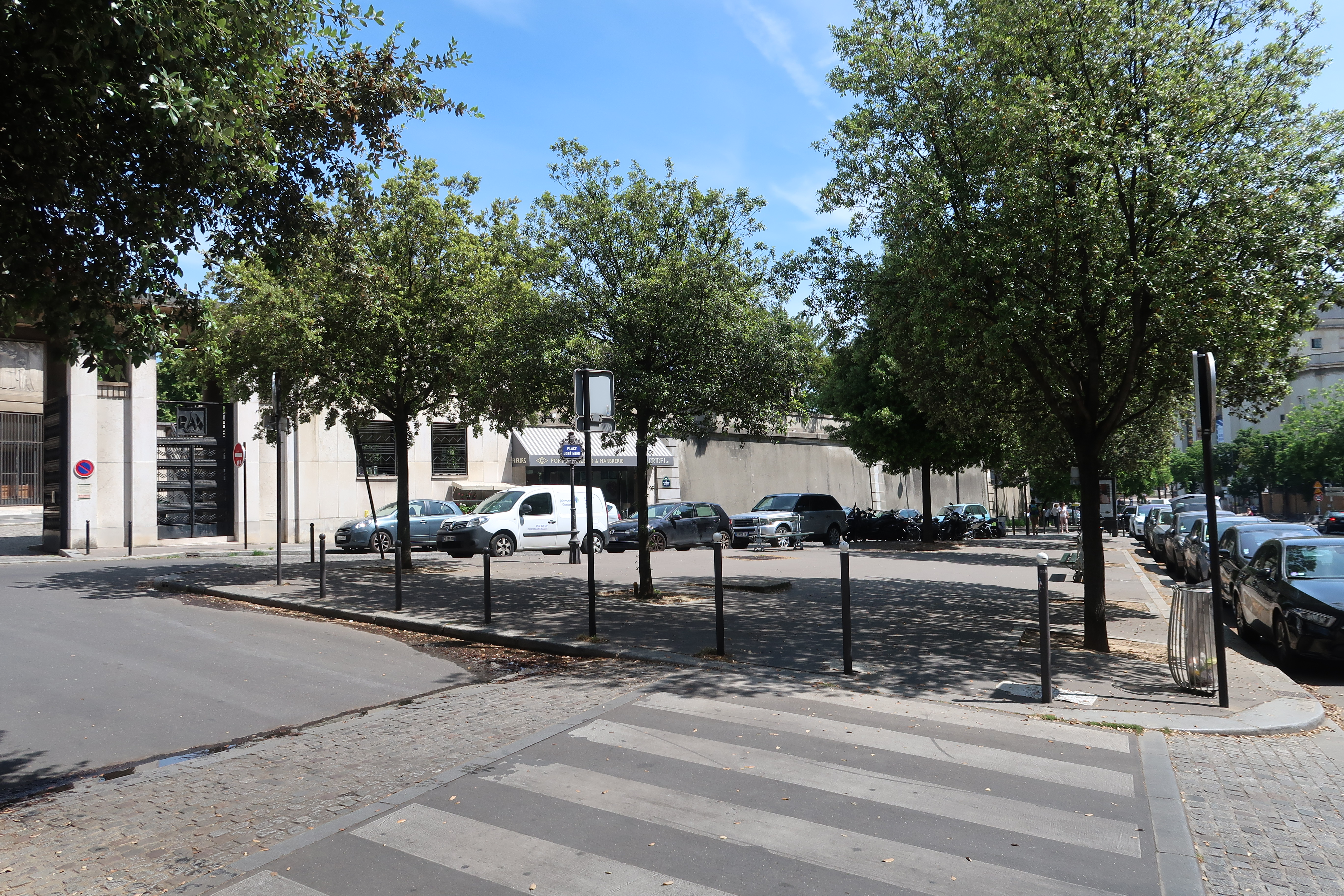
Vue orientale.